# Yamato (Kagoshima)
Yamato (大和村?, Yamato-son) è un villaggio giapponese della Sottoprefettura di Ōshima, che fa parte della Prefettura di Kagoshima, in Giappone.
È una delle municipalità in cui si divide Amami Ōshima, la maggiore delle isole Amami, situate nell'estremo sud del paese e nella parte centro settentrionale dell'arcipelago delle Ryūkyū. Insieme ad altri comuni delle Amami forma il Distretto di Ōshima.
A tutto il 1º luglio del 2012, Yamato aveva una popolazione di 1.672 abitanti distribuiti su una superficie di 88,15 km², per una densità di 18,97 ab./km².